# Kaple svatého Jana Nepomuckého (Orlová)
Kaple svatého Jana Nepomuckého v Orlové-Lutyni se nachází na sídlišti ve městě Orlová v Moravskoslezském kraji.

## Historie
Byla postavena v roce 1854 a je jednou z nejstarších dochovaných budov na celém území Orlové. Kaple v minulosti patřila polské Lutyni, dnes se nachází ve stejnojmenné části města Orlová. Před deseti lety[kdy?] byla připojena k orlovské farnosti. Tato kaple není jen architektonickou památkou, ale stále se zde konají mše a služby věřícím.

## Fotogalerie

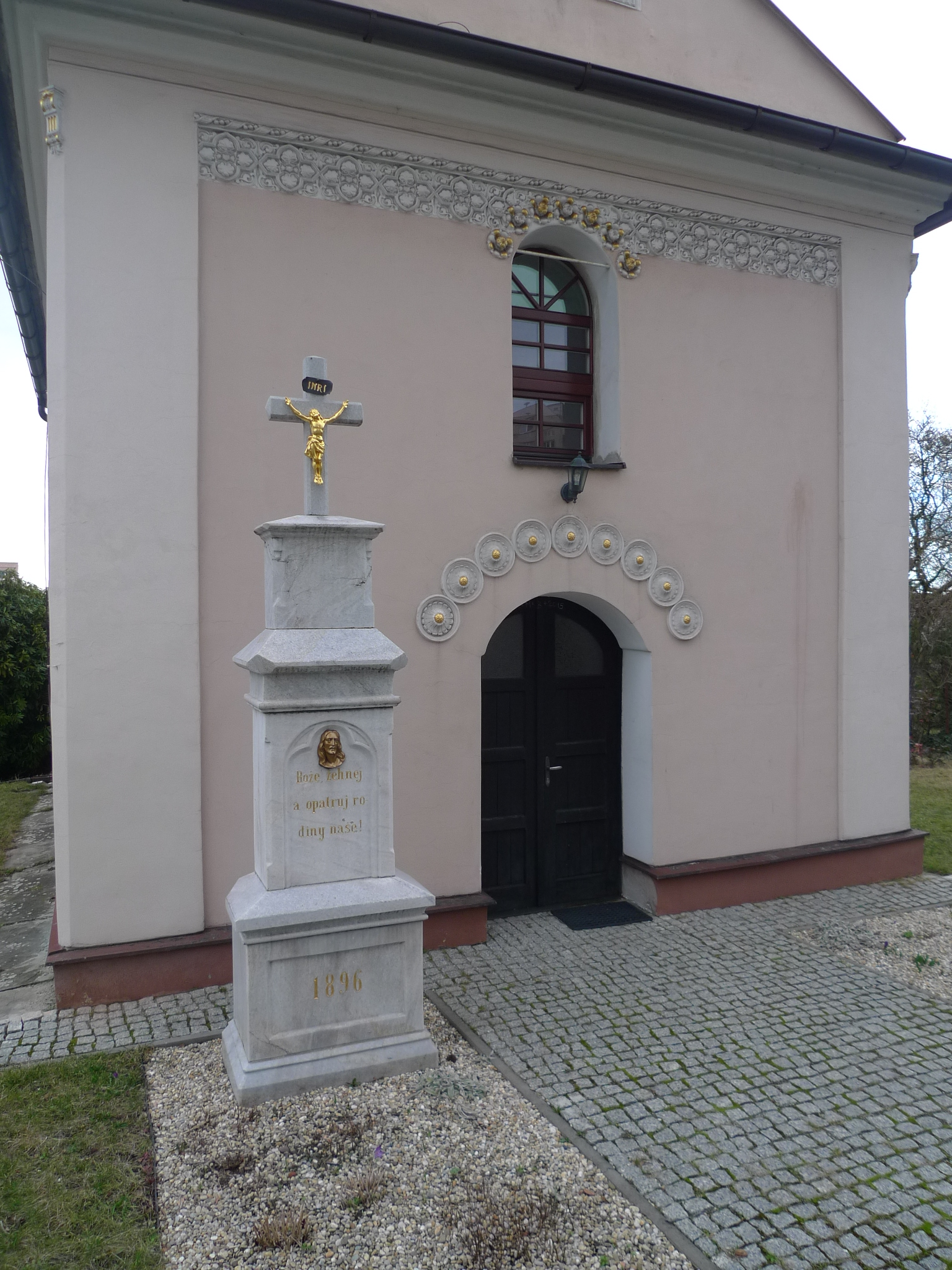
Kaple zpředu, s pohledem na kříž
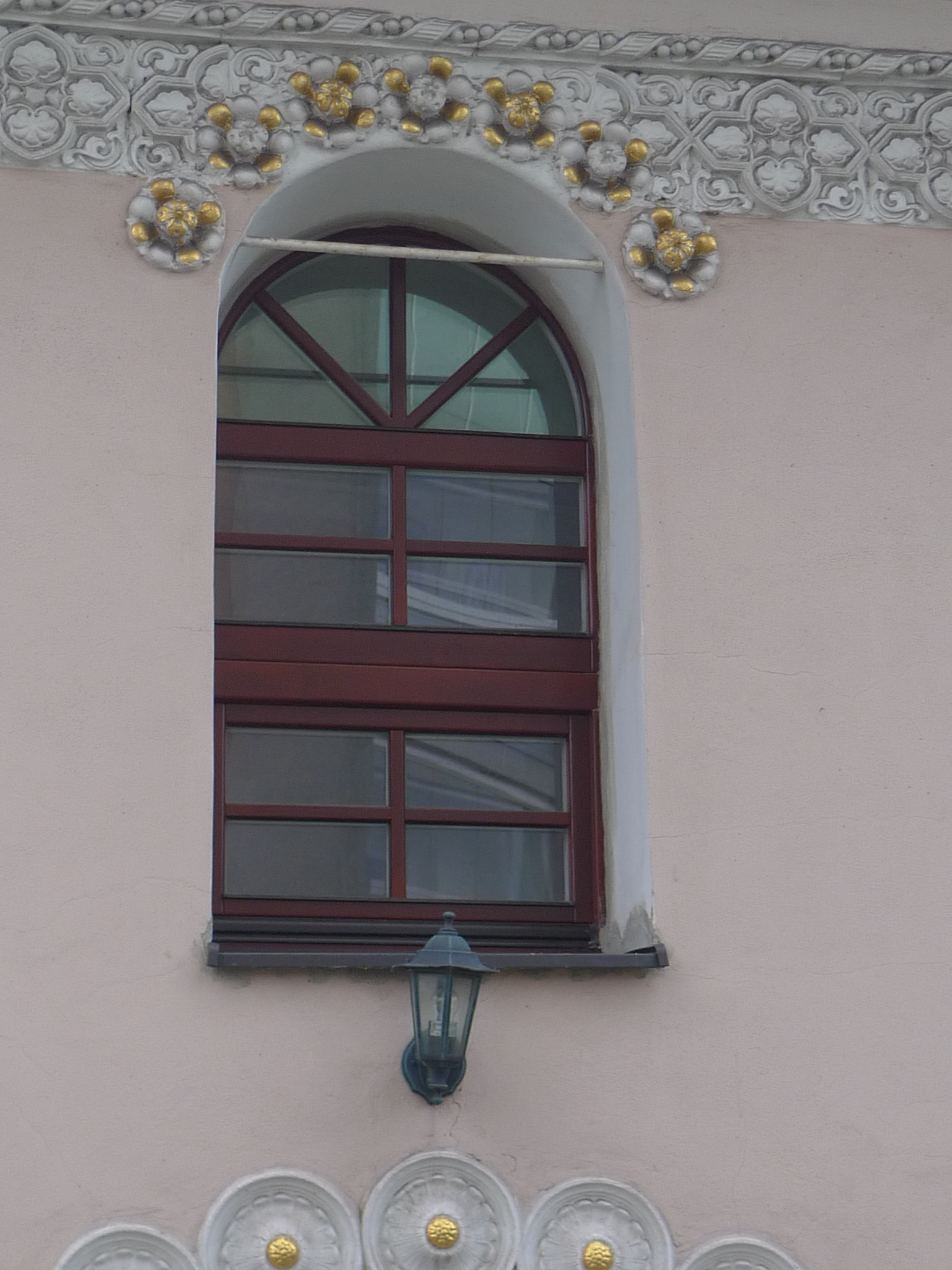
Detail okna
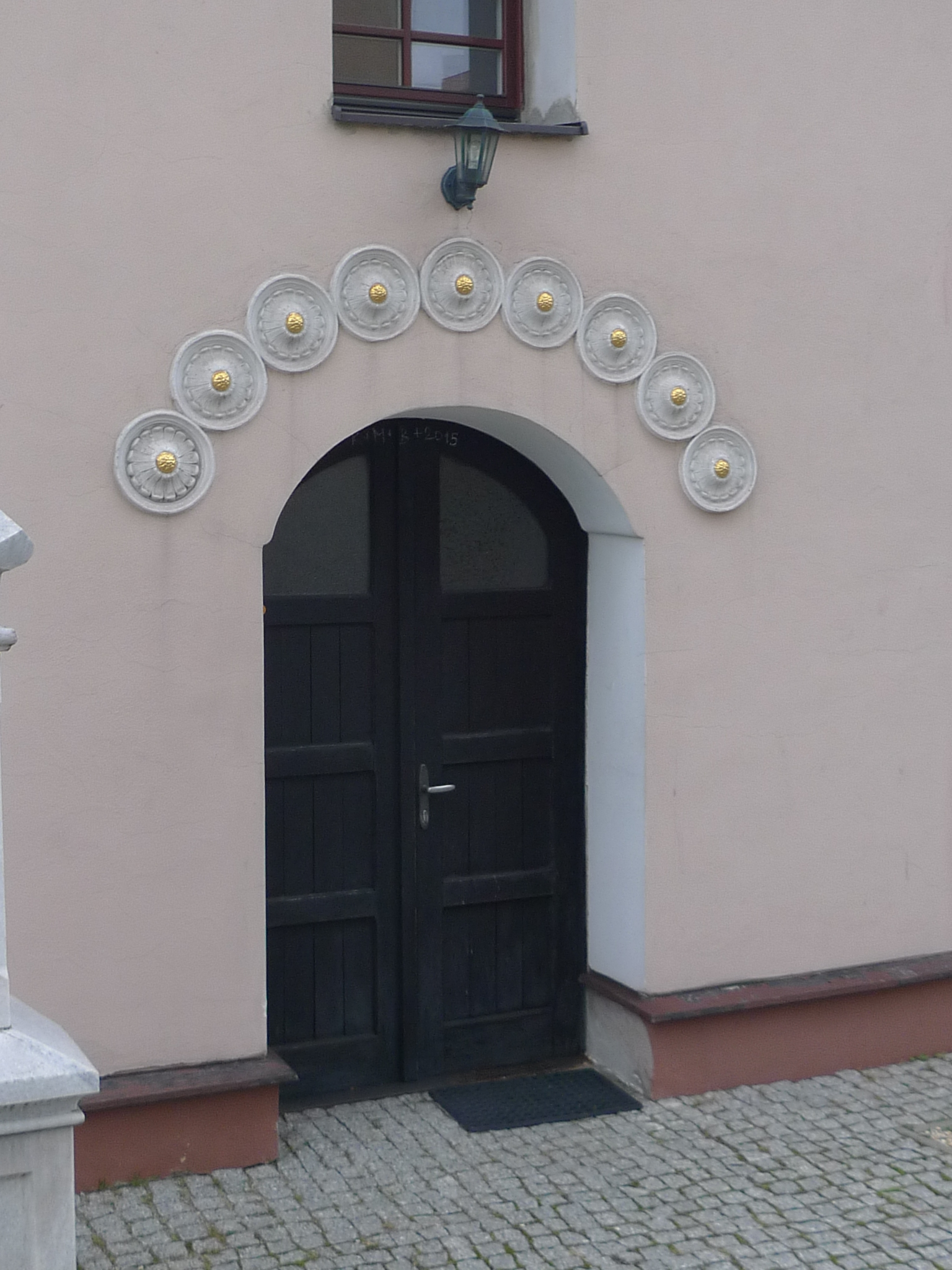
Detail dveří